# Carnivora
I carnivori (Carnivora Bowdich, 1821) sono un ordine di mammiferi euteri. Si dividono in due sottordini: i caniformi (canidi, orsi, mustelidi, foche ecc.) e i feliformi (felidi, iene, manguste ecc.), che si distinguono soprattutto per differenze nella struttura interna delle bolle timpaniche. Di origine paleocenica, i carnivori divennero i mammiferi predatori più diffusi dopo aver spodestato i creodonti durante l'Eocene, in gran parte grazie alla loro adattabilità e dentatura multiuso.
Quasi tutte le specie dispongono di denti carnassiali, sebbene siano assenti nei pinnipedi. Oltre la dentatura, tutti i carnivori condividono tratti come la visione binoculare, un mantello relativamente denso, e artigli che variano in grandezza e retrattilità. Hanno un olfatto ben sviluppato, associato con ghiandole odorifere usate nella demarcazione del territorio. La visione e l'udito sono anch'essi molto acuti.
L'ordine conta più di 280 specie ancora esistenti, un numero paragonabile a quello dei primati (più di 250), ma notevolmente più basso di quello dei pipistrelli (più di 970) e dei roditori (circa 2 000). Tuttavia, la variabilità di grandezza nei carnivori, dalla donnola pesante 30 grammi all'elefante marino pesante 4 000 chili, supera quella di tutti gli altri mammiferi, inclusi i roditori. La varietà di stili locomotori e le scelte di habitat sono ugualmente variabili: ci sono nuotatori specializzati come i pinnipedi e le lontre, specie arboricole come il panda rosso e il cercoletto, scavatori come i tassi, e corridori come i lupi, i licaoni e le iene.
Nonostante il loro nome, non tutti i carnivori sono tali. Sebbene ci siano gruppi che si nutrono quasi esclusivamente di carne come i felidi e la maggior parte dei mustelidi, molti sono insettivori, come l'otocione e il protele, o onnivori come i canidi, i procionidi e gli orsi. Una manciata di specie è persino vegetariana, come il panda gigante, il panda rosso e il cercoletto.
I carnivori sono distribuiti globalmente tra i due poli, sopravvivendo in deserti, foreste tropicali e boreali, savane, tundra, e acqua dolce e salata.

## Anatomia
La maggior parte dei carnivori sono di taglia media o piccola, sebbene ci siano specie di grandezza notevole. Con l'eccezione del leone e certi pinnipedi, c'è poco dimorfismo sessuale. La coda è solitamente lunga, a circa la metà della lunghezza corporea. Gli arti possono essere plantigradi o digitigradi, e sono forniti dai quattro ai cinque artigli. Le ossa del polso sono fuse insieme, e la clavicola spesso è mancante o sottosviluppata.

### Cranio e dentatura
I membri di questo ordine sono caratterizzati da una dentatura eterodonta e difiodonta, con canini ben sviluppati. La formula dentaria varia a seconda della specializzazione alimentare, dai 48 denti dell'otocione insettivoro ai 28 del protele termitofago.
Le differenze tra i carnivori nelle loro abitudini alimentari si riflettono nella forma del cranio e della dentatura. La differenza più vistosa è la lunghezza del muso e delle mandibole. I mustelidi e i felidi dispongono dei musi più corti, mentre i canidi sono caratterizzati da musi allungati. I rostri corti permettono ai predatori di concentrare la forza del morso alla parte frontale del muso, mentre quelli lunghi concentrano questa forza dietro. La muscolatura della testa si è evoluta di pari passo, così i muscoli temporali dei felidi e dei mustelidi si combinano con la dentizione corta per massimare la forza dietro i denti canini. I musi e denti dei canidi sociali si sono evoluti con poca enfasi su un singolo morso letale e più sulla masticazione. Sebbene il morso nei loro canini è relativamente debole, il muso allungato conferisce ai carnassiali più capacità taglienti. Tra i canidi, il licaone dispone d'una dentatura talmente tagliente che riesce a smembrare e consumare una carcassa a una velocità notevole. La dentizione delle iene è caratterizzata da premolari ingranditi adattati a frantumare le ossa.
I denti canini sono l'arma principale dei carnivori, e spezzarli può risultare in morte per inedia. Di conseguenza, i canini si sono evoluti per resistere alle torsioni prodotte da prede in movimento. Le forme variabili dei canini riflettono le diverse forze imposte dalla varietà di tecniche di caccia osservata nei carnivori. I canini dei canidi, per esempio, sono piuttosto appiattiti lateralmente, ideali per infliggere ferite superficiali e dissanguanti, mentre quelli dei felidi sono più spessi, permettendoli a mordere profondamente e resistere alle forze pluridirezionali delle prede infuriate.

### Lingua
La lingua dei mammiferi è caratterizzata dalla presenza sulla superficie dorsale di papille cornee non gustatorie. Nei feliformi, queste papille sono ben sviluppate, conferendo alla lingua una superficie ruvida. Nelle specie più grandi, le papille servono per raspare la carne dalle ossa e per la toelettatura. Nei caniformi, le papille sono molto più piccole, così rendendo la lingua comparativamente liscia.

### Pelliccia
La pelliccia dei carnivori è generalmente lunga e folta o corta e ispida, composta da una borra e peli di guardia. I caniformi tendono avere pellicce monocromatiche, mentre i feliformi dispongono di chiazze, macchie e strisce, sebbene ci siano eccezioni in ambe due sottordini. Queste differenze riflettono la storia evolutiva dei due sottordini, con i caniformi essendo discesi da animali di pianura e i feliformi da predatori di foresta fitta.
Il colore della pelliccia tende a seguire la regola di Gloger, con il colore della pelle più scuro nelle regioni equatoriali e tropicali rispetto agli individui delle alte latitudini. In questo caso, la causa soggiacente potrebbe essere la migliore protezione nei confronti di un'eccessiva esposizione alla radiazione UV solare che avviene alle basse latitudini. Comunque, l'assorbimento di una certa quantità di radiazione UV è essenziale per la produzione di alcune vitamine, in particolare della vitamina D.
Le pellicce bianche si trovano generalmente in specie in ambienti artici, quelle pallide in quelli desertici, e i mantelli scuri in foreste tropicali. I carnivori macchiati tendono essere arboricoli, mentre i felidi macchiati sono solitamente animali di foresta.

### Genitali

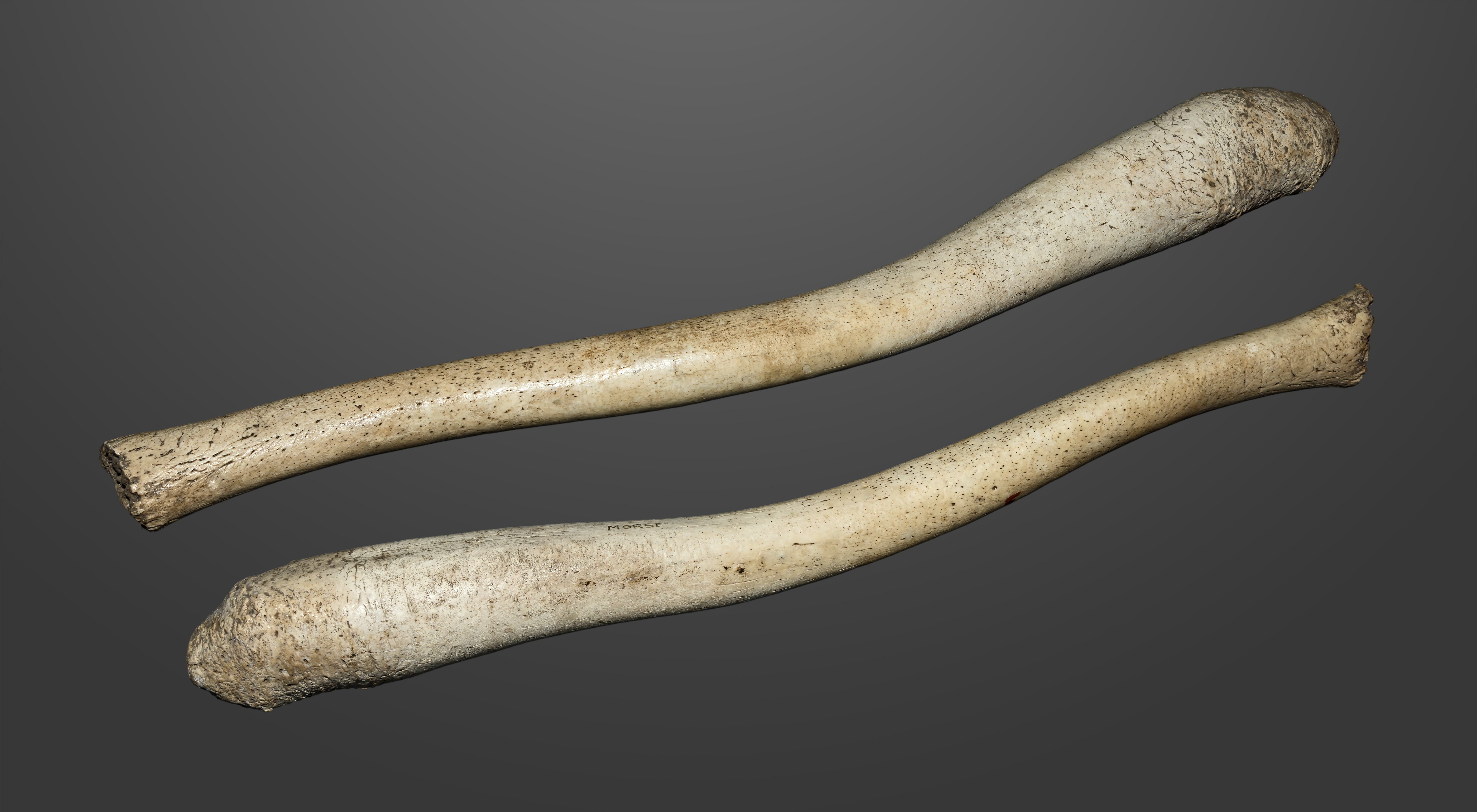
Osso penico di tricheco lungo circa 59 centimetri

Lo scroto è ben sviluppato e posizionato fuori dalla cavità addominale, dietro il pene. Tutti gli esemplari maschi dei carnivori, tranne le iene e certi viverridi, dispongono d'un baculum, detto anche osso penico. Nei caniformi, l'osso penico è a forma di bacchetta, con un solco sulla superficie inferiore per permettere il passaggio dell'uretra e del corpo spugnoso. Nei feliformi, in cui il pene è più corto, l'osso penico è altrettanto troncato, essendo particolarmente ridotto nei felidi. Un'eccezione si trova nel fossa, un feliforme con un osso penico molto lungo, e nel panda che, pur essendo un caniforme, dispone d'un baculum molto accorciato. Nei mustelidi, il baculum è della tipica forma caniforme, ma con una punta distale gonfiata che può assumere varie forme peculiari.
Gli organi riproduttivi maschili nei caniformi e nei feliformi differiscono inoltre dall'assenza nei primi d'una vescicola seminale e delle ghiandole di Cowper. Il prepuzio dei caniformi è collegato dalla pelle all'addome, orientandolo in avanti, e ha poco tessuto erettile, siccome la rigidità dell'organo è già garantito dall'osso penico allungato. Il tessuto erettile è più importante nei feliformi, i cui ossi penici sono comparativamente ridotti. Il pene feliforme non è collegato così estensivamente all'addome come nei caniformi, permettendo l'incurvatura delle ghiandole all'indietro per lanciare una scia di orina dietro l'animale durante il marcamento del territorio.
Alcuni gruppi, in particolare i felidi, le iene, la fossa, i visoni, le puzzole, le martore e i procioni, dispongono di spine cheratinose attorno alla base del glande, per stimolare l'ovulazione durante l'accoppiamento.

## Evoluzione
La storia evolutiva dei carnivori inizia pochi milioni di anni dopo la scomparsa dei dinosauri non-aviani, nel America del Nord paleocenico, circa 65-55 milioni di anni fa. Essi apparvero accanto ai creodonti, un gruppo di mammiferi predatori non imparentati che dominarono l'ecosistema paleocenico e il successivo Eocene, fino a diversificarsi in due o tre famiglie (gli ienodontidi, i limnocionidi e possibilmente gli ossienidi), di cui alcuni membri raggiunsero grandezze corporee notevoli. In contrasto, i carnivori contemporanei, simili ai viverridi e le volpi odierne, rimasero più piccoli e meno diversificati per 20 milioni di anni, raramente superando taglie piccole o medie. Nell'Eocene medio, i carnivori cominciarono a diversificarsi, essendo rappresentati dai viverravidi e i miacidi, e l'Eocene superiore vide l'originarsi di numerose famiglie odierne.
Il vantaggio principale dei carnivori si trovava soprattutto nella dentatura, che disponeva d'un singolo paio di denti carnassiali posizionati davanti a molari trituranti. Questo tratto donava ai carnivori una dieta più variabile di quella dei loro concorrenti, che disponevano di due o tre coppie di carnassiali che si estendevano lungo la mandibola senza lasciare spazio alla crescita dei molari. La singola coppia di carnassiali dei carnivori permise ai carnivori una maggior flessibilità ed adattabilità lungo i successivi periodi geologici: il rafforzamento dei molari trituranti, i carnivori potevano optare per una dieta onnivora o erbivora, mentre rafforzando la capacità tagliente dei carnassiali li permetteva a diventare ipercarnivori. Siccome tutti i molari dei creodonti si specializzarono a una dieta puramente carnivora all'inizio della loro evoluzione, potrebbero essere stati incapaci di ri-evolvere i molari trituranti capaci di digerire fonti di cibo al di fuori della carne, perciò rendendoli più vulnerabili durante le perturbazioni ambientali. La progressiva ascesa dei carnivori a partire dall'Eocene fu infatti alla spesa dei creodonti che, al sorgere dell'Oligocene, furono ridotti a poche specie di ienodonti.
Accanto a questi antichi precursori dei carnivori attuali, però, sono esistite numerose altre famiglie estinte senza lasciare discendenti. È il caso dei nimravidi (Nimravidae), simili in apparenza ai felidi attuali ma molto più primitivi, e degli anficionidi (Amphicyonidae), i cosiddetti "cani-orso". Un'altra famiglia esclusiva del Miocene, i barbourofelidi (Barbourofelidae), sviluppò canini superiori lunghissimi, in modo molto simile alle famose tigri dai denti a sciabola. Tra le famiglie viventi, le più primitive sono quelle dei nandiniidi (Nandiniidae) e dei viverridi (Viverridae), comprendenti la nandinia e la genetta. Queste famiglie, insieme con i felidi (Felidae), gli eupleridi (Eupleridae), gli erpestidi (Herpestidae) e gli ienidi (Hyaenidae) fanno parte del sottordine Feliformia.
All'altro sottordine, i Caniformia, appartengono invece i canidi (Canidae), gli ursidi (Ursidae), i procionidi (Procyonidae), gli ailuridi (Ailuridae), i mustelidi (Mustelidae) e i mefitidi (Mephitidae). Le foche (Phocidae), i trichechi (Odobenidae) e le otarie (Otariidae), un tempo considerati un gruppo a parte, sono anch'essi inclusi nel sottordine Caniformia, e precisamente nell'infraordine Pinnipedia. A questo infraordine appartengono anche la famiglia estinta degli Enaliarctidae, originatasi probabilmente da un mustelide primitivo simile alle lontre, come Potamotherium o Semantor, verso la fine dell'Oligocene. Recentemente è stato rinvenuto un fossile di transizione tra mustelidi e pinnipedi risalente al Miocene inferiore, denominato Puijila darwini.

## Comportamento

### Organizzazione sociale

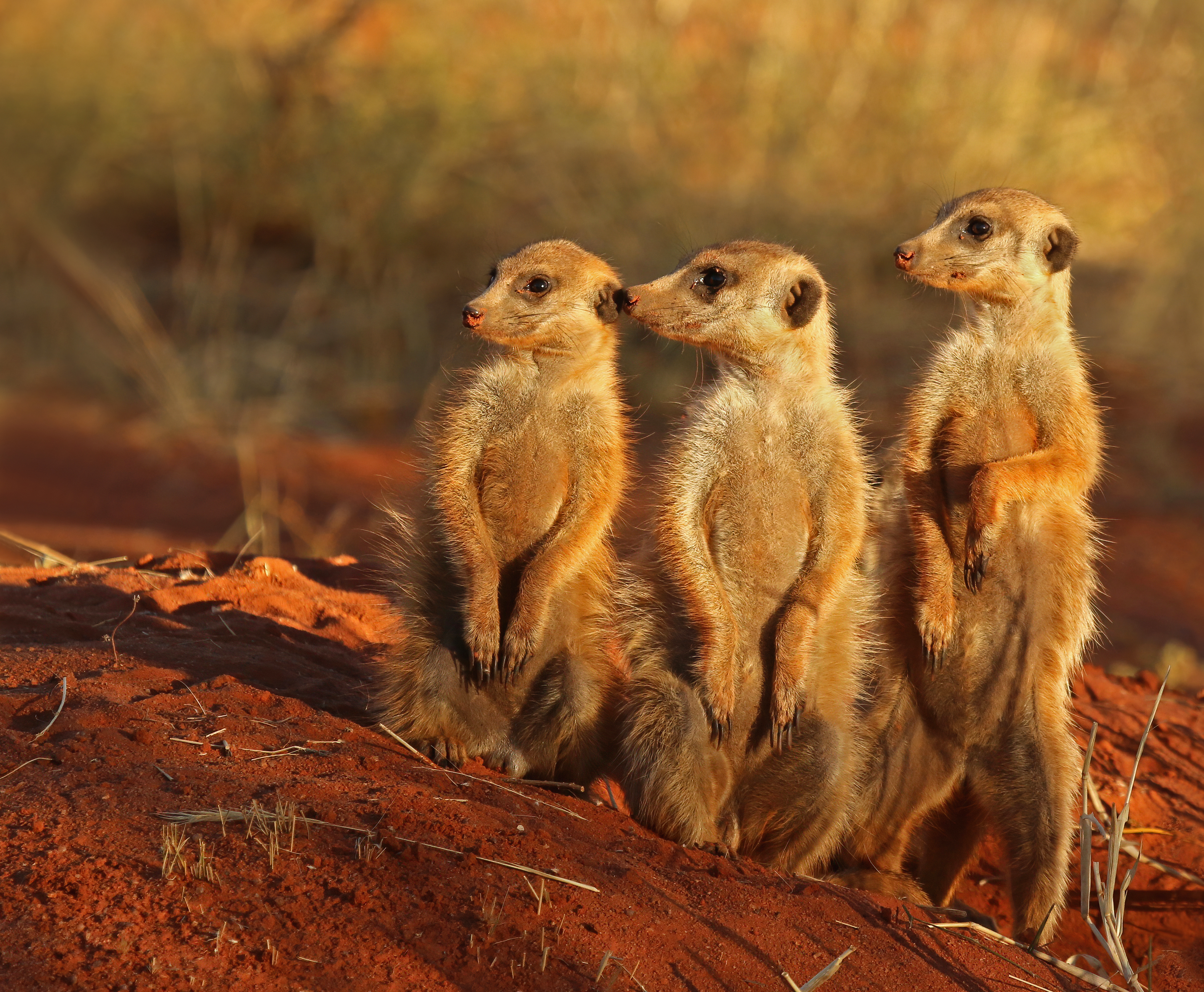
Gruppo di suricati

La maggior parte dei carnivori sono solitari, radunandosi solo per accoppiarsi. Le femmine tendono a difendere territori abbastanza grandi da contenere cibo sufficiente sia per i propri bisogni alimentari che per quelli dei cuccioli, mentre i maschi controllano areali che inglobano i territori di molteplici femmine. I maschi più grandi e forti sono i più poligami.
Le società formate dalle specie gregarie, come i leoni, i lupi, i licaoni, le iene e certe manguste, sono tra le più complesse e cooperative mai evolute nei mammiferi. I gruppi sociali solitamente consistono in individui imparentati, con i branchi propriamente detti formati quando i cuccioli rimangono con i genitori invece di lasciare il territorio di nascita una volta cresciuti. Sono generalmente le femmine a rimanere con i genitori, creando così unità di fratellanza matrilineari. Nei canidi, però, i cuccioli di ambo i sessi rimangono con i genitori per un anno per aiutarli nell'allevamento delle nuove cucciolate. Un'eccezione si trova nel licaone, in cui i maschi rimangono e le femmine emigrano.

### Territorialità
I territori dei carnivori tendono essere più vasti di quelli dei mammiferi erbivori di taglia paragonabile, siccome il cibo animale è più sparso e meno abbondante di quello vegetale. Una coppia di lupi africani, per esempio, pesanti entrambi solo 10 chili, difendono un areale di almeno 2-4 km². In contrasto, una mandria di damalischi pesanti 100 chili può sussistere in un areale di solo un km². La grandezza d'un territorio può però variare anche entro una singola specie, dai 10 ai 60 km² nel leopardo, dai 40 ai 1000 km² nel ghepardo, e dai 30 ai 2000 km² nella iena macchiata.
La grandezza d'un territorio dipende dalla distribuzione ed abbondanza di prede e altre risorse alimentari. Se queste non sono sufficienti, i cuccioli lasceranno i genitori una volta cresciuti, mentre una sovrabbondanza di cibo può risultare in comportamenti socievoli in specie altrimenti solitarie.

### Comportamento venatorio

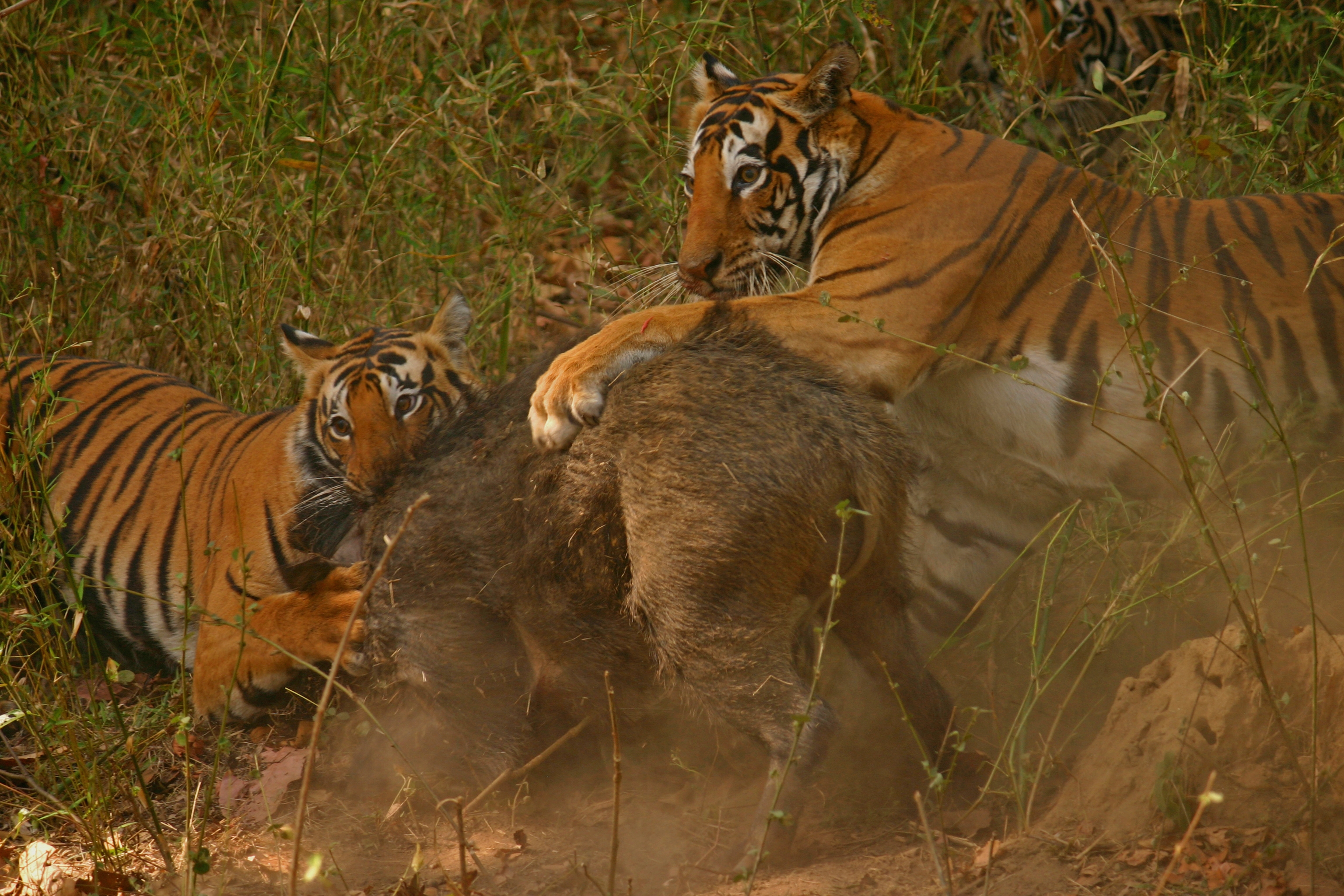
Coppia di tigri che abbatte un cinghiale

I carnivori dispongono d'un istinto innato per la caccia, che può essere stimolato anche in esemplari saziati. Le tecniche di caccia e di uccisione appaiono spontaneamente durante la crescita, ma necessitano della pratica. I giovani carnivori devono inoltre imparare come discriminare tra prede e non-prede, calcolando fattori come la loro abbondanza e grandezza, l'energia necessaria per abbatterle e l'esempio materno.
Le tecniche adoperate per localizzare ed abbattere le prede dipendono dalle prede inseguite e dalla specie del carnivoro stesso. Poche specie, infatti, si limitano a solo una o due tecniche, con specie come le volpi, gli sciacalli, e i leopardi dimostrando grande versatilità.
Le tecniche più comuni sono l'imboscata e l'inseguimento, tipificate dai felidi e dai canidi rispettivamente. I carnivori che adoperano l'inseguimento hanno sviluppato la velocità e la resistenza per sfinire le prede dai pie veloci, mentre quelli che si affidano all'imboscata sono forniti di forza bruta e artigli per abbattere le prede spesso più grandi di essi. I grandi felini uccidono le prede grosse strangolandole con le fauci, mentre i canidi e le iene sfiniscono le prede mordendole ripetutamente fino a dissanguarle o sventrarle. I carnivori tendono ad avere più successo nel cacciare prede grandi quando lavorano in gruppo, un vantaggio che ha indubbiamente avuto importanza nell'evoluzione delle specie sociali. Un'eccezione si trova nelle manguste sociali, in cui lavorare in gruppo serve più per avvertire di pericolo.
Il metodo base di uccidere prede piccole è di afferrarle nelle fauci e di buttarle violentemente a terra. Nei felidi, questa tecnica si è raffinata in un morso preciso sul cranio o il collo. I canidi invece afferrano la preda e la scuotano.

### Comunicazione

#### Olfattiva

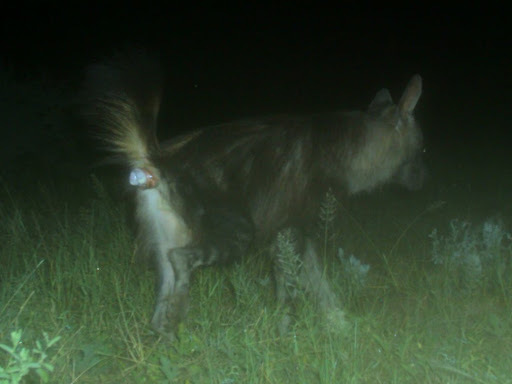
Iena bruna che marca il territorio con le ghiandole anali

I carnivori dispongono di ghiandole che secernano fluidi odoriferi, che utilizzano insieme all'orina e le feci nella comunicazione olfattiva. Le ghiandole trasmettono informazioni sul sesso, l'età, lo stato sociale e l'identità di ciascun individuo.
Il marcare del territorio differisce in metodo e frequenza a secondo della specie, ma è più frequente sulle vie che l'animale usa regolarmente, sui confini territoriali e attorno alle tane. Questo comportamento è ancora più frequente durante la stagione degli amori.
Le ghiandole più importanti e specializzate sono posizionate presso l'ano e i genitali. Un saluto comune tra le diverse specie è infatti l'annusare di queste regioni. Quasi tutti i carnivori dispongono d'un paio di sacchi anali subcutanei riempiti di liquidi odoriferi, sebbene questi siano ridotti nelle lontre e relativamente piccoli nei canidi e nei felidi. In certe specie che hanno evoluto secrezioni maleodoranti, questi sacchi sono circondati da muscoli che, quando contratti, possono spremere i sacchi per lanciare il liquido agli aggressori. Nella maggior parte delle specie, però, il liquido serve a marcare il territorio.
Le manguste, le iene e il ratele dispongono inoltre di un marsupio ricoperto di fluido, posizionato attorno ai sacchi e all'ano, che possono invertire per spargere l'odore nell'aria. Le civette e le genette possiedono una ghiandola perianale, il cui prodotto viene usato come base per i profumi.

#### Vocale
Avendo relativamente poco da temere dai predatori in confronto agli altri mammiferi, molti carnivori possono permettersi d'essere rumorosi. Tra i richiami di lunga distanza ci sono ululati, guaiti, latrati, ruggiti, strilli e fischi. Più sociale è la specie, più vasto è il suo repertorio vocale. Le manguste sociali, per esempio, mantengono il contatto fra di essi e coordinano i movimenti del branco tramite un continuo mormorio. In contrasto, gli adulti delle specie solitarie possono necessitare d'un solo vocalizzo, normalmente un richiamo di corteggiamento.

#### Visuale

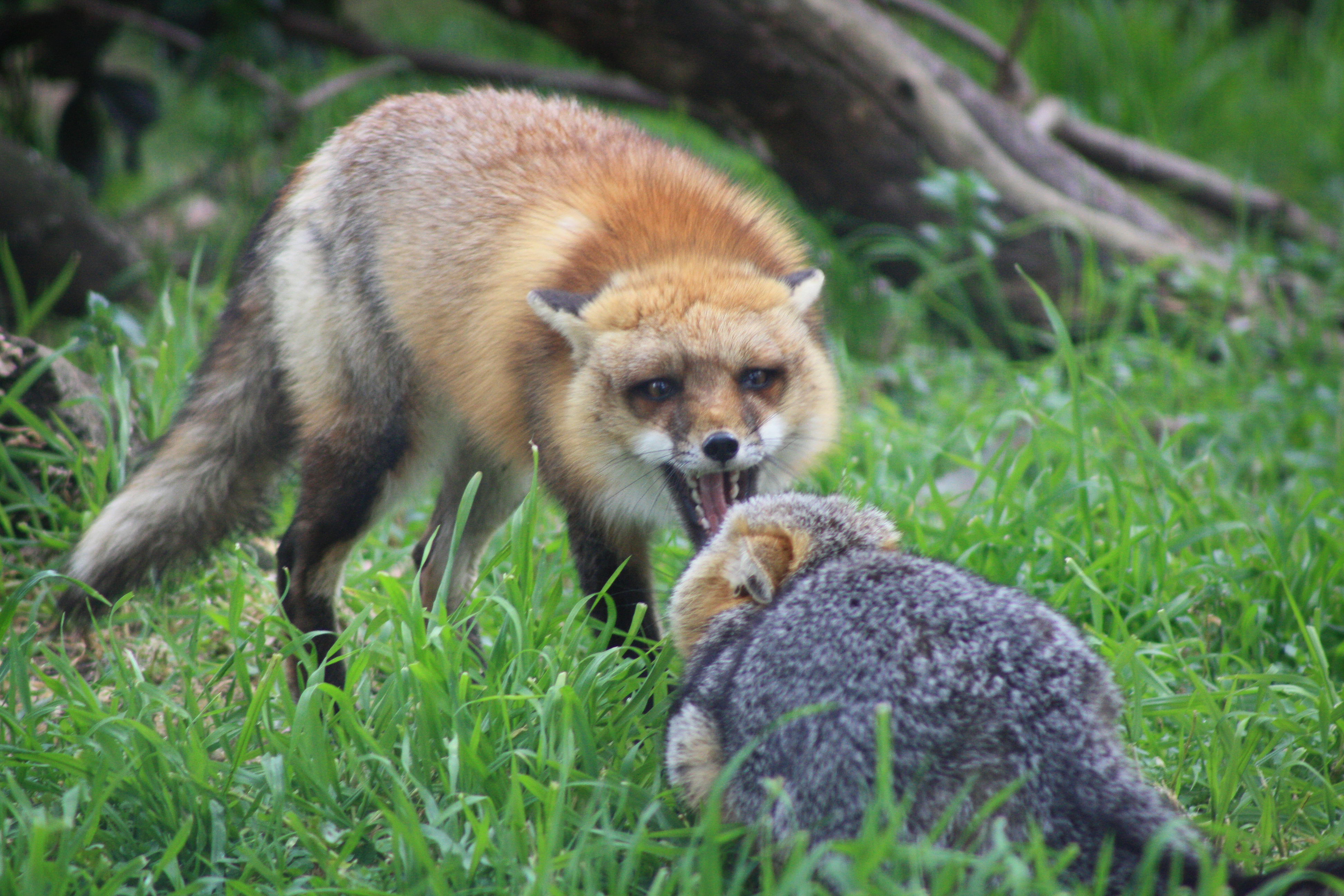
Incontro agonistico tra una volpe rossa e un urocione

Le espressioni facciali dei carnivori sono più o meno uguali tra le diverse specie, e dimostrano notevoli paralleli con quelle dei primati. In tutte e due gli ordini, l'importanza dei denti canini come armi fa sì che la faccia sia il principale oggetto d'attenzione durante l'interazione sociale. Lo sviluppo dei muscoli facciali è più sviluppato nei felidi e nei canidi che nelle manguste, le civette e i mustelidi, che hanno così poca espressività che è spesso difficile distinguere espressioni di rabbia e di gioco. Anche nei canidi, l'abilita di esporre i canini come espressione di rabbia si trova soltanto nelle specie più socievoli.
I carnivori sicuri di sé si riconoscono dalla testa alta e le orecchie inclinate, mentre quelli impauriti o ansiosi tendono a accovacciarsi con le orecchie appiattite. Le posture aggressive nei carnivori seguono tre principi di base:
- Mostrare gli armamenti.
- Sembrare più grande possibile.
- Tentare di sorprendere o intimorire il rivale.

Questi obiettivi sono ottenuti con l'apertura delle fauci, la piloerezione, il raddrizzamento degli arti per apparire più alto, l'alzare della coda e l'emissione di suoni esplosivi come sibili, latrati, ringhi e ruggiti. Certi carnivori, come il protele, dispongono d'una criniera lungo la schiena che possono gonfiare per allargare la loro silhouette e così intimorire i nemici. Questo tratto è soprattutto presente nei carnivori di taglia media che vivono insieme a predatori più grandi in zone con pochi rifugi come gli alberi.
I carnivori dispongono di chiazze e ciuffi per accentuare le parti del corpo più importanti per la comunicazione. In molti carnivori, le gengive sono nere, per accentuare le zanne mentre assumono espressioni facciali minacciose. Le macchie nere dietro le orecchie dei leoni e la punta bianca sulla coda del ghepardo, il licaone e lo sciacallo striato possono essere usate per incitare i famigliari a seguirli o per enfatizzare i movimenti delle orecchie o la coda. I ciuffi di pelo sulle orecchie delle linci anch'essi aumentano la vistosità delle orecchie. La maschera nera dell'otocione potrebbe funzionare come bersaglio per la tolettatura, e le guance bianche di certi canidi e la gola nera delle civette potrebbero servire per fuorviare attacchi su regioni del corpo non-protette. Molte specie dispongono di addomi bianchi, che mostrano durante le posture sottomissive. Le macchie o striature bianche e nere, visibili anche di notte, servono come avvertimenti ai predatori, e le specie che li portano spesso possono difendersi con sostanze maleodoranti. Sebbene le moffette hanno il sistema di difesa chimico più efficace, un numero di mustelidi africani e vari viverridi possono anch'essi emettere sostanze chimiche nauseanti.

### Riproduzione

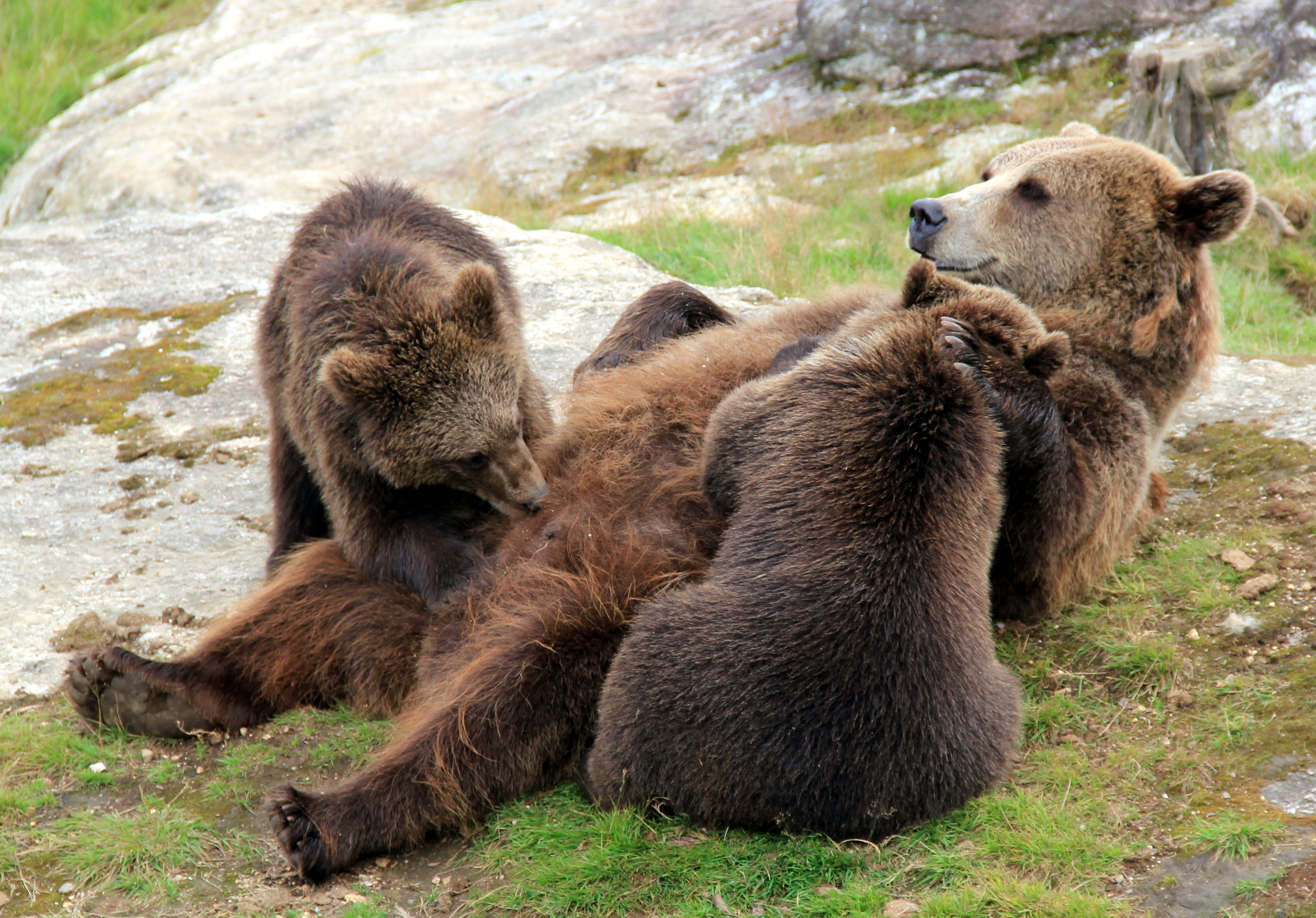
Orso bruno che allatta i cuccioli

Siccome la maggior parte dei carnivori sono animali solitari con territori vasti, la ricerca d'un compagno può richiedere tempo. Il fatto che il calore nelle femmine duri parecchi giorni dà ai carnivori il margine di tempo necessario per vincere la paura di un conspecifico ben armato che solitamente eviterebbero. Un estro lungo potrebbe spiegare altri aspetti della riproduzione carnivora, come la possibilità che siano ovulatori indotti, la presenza d'un osso penico in tutte le specie tranne le iene, e l'accoppiamento protratto e ripetuto.
I carnivori producono molteplici cuccioli (2-16) dopo una gravidanza relativamente breve, da tre a sedici settimane. Con poche eccezioni (come la iena macchiata), i cuccioli nascono cechi e sordi, e la locomozione è limitata a strisciare con le zampe anteriori. Contrariamente ai roditori, i carnivori nascono con la pelliccia. I cuccioli richiedono cure protratte, e molti devono imparare a cacciare prima di diventare indipendenti. La partecipazione del padre o dei fratelli maggiori nell'allevamento della prole si è evoluta in varie famiglie.

## Ecologia

### Areale e habitat

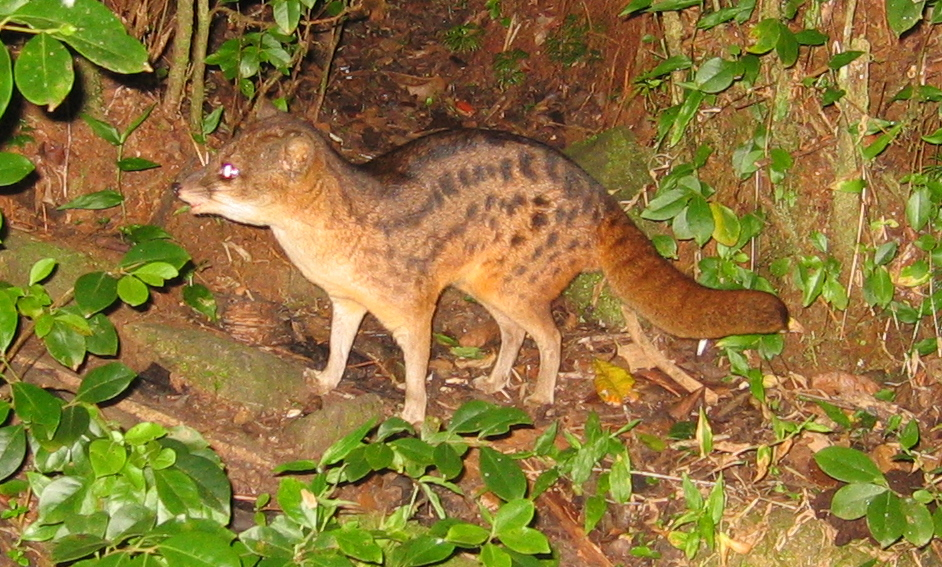
Gli eupleridi, come questa fanaloka, vivono esclusivamente sul Madagascar

I carnivori vivono in praticamente tutti gli habitat sulla Terra, incluse le pianure (il suricato), le boscaglie (la mangusta nana), i deserti (il fennec), le foreste pluviali (il cercoletto), le acque oceaniche (la lontra marina) e le cappe di ghiaccio (l'orso polare). La distribuzione geografica è anch'essa molto variabile. Le diverse specie di volpi, per esempio, dimostrano una notevole differenza di grandezza areale, dall'urocione isolano (circa 700 km²) alla volpe rossa con un areale intercontinentale di 70000000 km².
Circa 22% dei carnivori vivono in 25 hotspot di biodiversità, con due dei gruppi tassonomici più grandi indigeni di queste zone essendo gli eupleridi del Madagascar e i procionidi delle americhe. I primi colonizzarono il Madagascar dall'Africa continentale nell'Oligocene superiore, mentre gli ultimi sono di origine eurasiatica, entrando il nuovo mondo durante il Miocene.

### Dieta

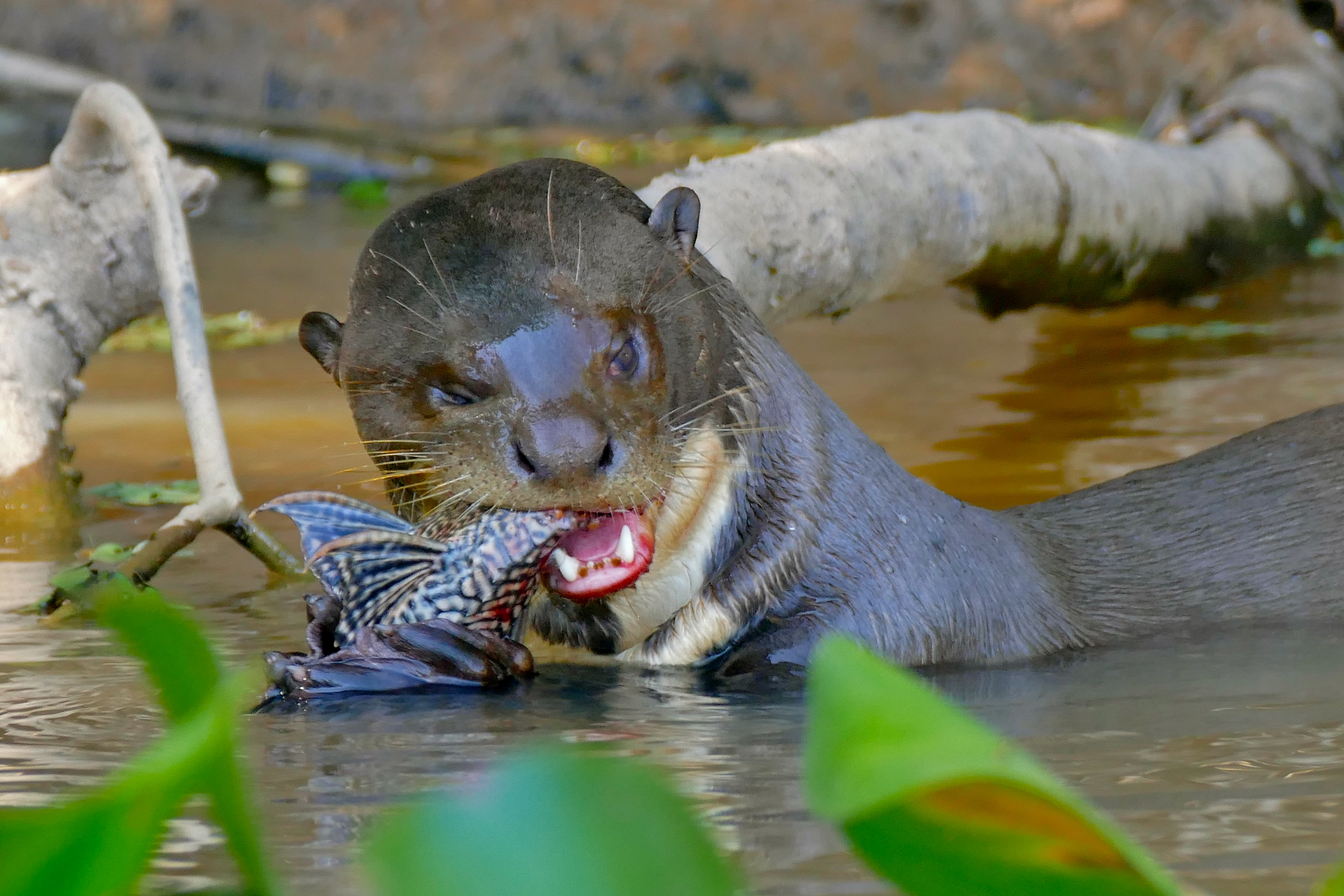
Lontra gigante che mangia un pesce gatto

I carnivori generalmente selezionano prede più piccole di loro. Con l'eccezione dei felidi, i mustelidi e i pinnipedi, poche specie sono puramente carnivore. La maggior parte sono più o meno onnivore, integrando nelle loro diete materia vegetale, soprattutto la frutta. Molti canidi, mustelidi e viverridi si nutrono soprattutto di insetti.
Certi carnivori sono specialisti d'una particolare fonte di cibo: le lontre si cibano soprattutto di piccoli animali acquatici, il protele e l'otocione di insetti, il licaone di antilopi di taglia media, e la nandinia di frutta. Altre specie selezionano una grande varietà di prede, dagli insetti agli animali di taglia grossa. I carnivori più versatili, non essendo dipendenti a una singola fonte di cibo, tendono ad avere gli areali più vasti. Il leone, il leopardo, il ghepardo, la lince eurasiatica, il caracal, il gatto selvatico, il lupo grigio, lo sciacallo dorato, la volpe rossa, l'orso polare, l'orso bruno, il ghiottone, il ratele e la iena striata sono tutti esempi di carnivori generalisti con areali che inglobano più di un continente.
Il segreto del successo di qualsiasi specie di carnivoro è l'opportunismo e la conservazione energica, quindi non disdegnano di cibarsi di carogne quando gli vengono presentate l'opportunità. Non ci sono però spazzini puri tra i carnivori, con persino specie popolarmente considerate tali, come le iene e gli sciacalli, essendo cacciatrici competenti. L'eccezionale capacità delle iene e degli sciacalli di scovare le carcasse, pur potendo cacciare se necessario, gli permette di superare di numero gli altri carnivori che condividono i loro areali.
Il vegetarianismo è apparso molteplici volte lungo la storia evolutiva dei carnivori. Molte delle specie vegetariane odierne sono apparse relativamente recentemente, così mantenendo un fisico da predatore. Altre specie si sono diversificate così notevolmente che ritengono poco in comune fisicamente con i loro cugini: il cercoletto frugifero, per esempio, fu inizialmente classificato come un primate. La maggior parte di carnivori vegetariani si trovano in foreste tropicali, dove le piante commestibili non sono soggette alla stagionalità. Siccome i carnivori vegetariani non dispongono dell'apparato dirigente complesso degli ungulati, non ci sono specie puramente folivore. Le uniche specie che si nutrono di foglie regolarmente, il panda gigante e il panda rosso, devono infatti consumare la pianta intera per estrarre il massimo beneficio nutriente.

## Sistematica
Le classificazioni più antiche li dividono nei sottordini creodonti (estinti), fissipedi e pinnipedi; quelle più recenti, che hanno potuto integrare le scoperte della genetica molecolare, nei sottordini Miacoidea (estinti), Feliformia e Caniformia:
- Sottordine †Miacoidea
  - Famiglia †Miacidae: Miacis, Vulpavus
  - Famiglia †Viverravidae: Viverravus
- Sottordine Feliformia
  - Famiglia †Nimravidae (estinta)
  - Famiglia †Stenoplesictidae (estinta)
  - Famiglia †Percrocutidae (estinta)
  - Famiglia †Lophocyonidae (estinta)
  - Famiglia Felidae: gatti, pantere, ghepardo
  - Famiglia Herpestidae: manguste, suricata
  - Famiglia Eupleridae: manguste malgasce, fossa
  - Famiglia Viverridae: civette, genette
  - Famiglia Hyaenidae: iene, protele
  - Famiglia Nandiniidae: nandinia
  - Famiglia †Barbourofelidae (estinta)
- Sottordine Caniformia
  - Famiglia †Amphicyonidae (estinta)
  - Famiglia Ailuridae: Panda minore
  - Famiglia Canidae: cani, lupi, volpi, sciacalli, coyote, dingo
  - Famiglia †Hemicyonidae (estinta)
  - Famiglia Procyonidae: procioni, coati
  - Famiglia Ursidae: orsi, panda gigante
  - Famiglia Mustelidae: lontre, donnola, faina, ghiottone, visone, martora, zibellino, ermellino
  - Famiglia Mephitidae: moffette
  - Infraordine Pinnipedia o Superfamiglia Phocoidea
    - Famiglia Phocidae: foche, elefante marino
    - Famiglia Odobenidae: tricheco
    - Famiglia Otariidae: otarie, leone marino
    - Famiglia †Enaliarctidae (estinta)
    - Famiglia †Desmatophocidae (estinta)
    - Famiglia †Semantoridae (estinta)

Il seguente albero filogenetico si basa su uno studio svolto nel 2005:
|  | Stenoplesictidae† |
|  |                   |
|  | Percrocutidae†    |
|  |                   |

|  | Prionodontidae                                               |
|  |                                                              |
|  | \| \| Barbourofelidae† \| \| \| \| \| \| Felidae \| \| \| \| |
|  |                                                              |
|  | Barbourofelidae†                                             |
|  |                                                              |
|  | Felidae                                                      |
|  |                                                              |

|  | Barbourofelidae† |
|  |                  |
|  | Felidae          |
|  |                  |

|  | Hyaenidae                                                  |
|  |                                                            |
|  | \| \| Herpestidae \| \| \| \| \| \| Eupleridae \| \| \| \| |
|  |                                                            |
|  | Herpestidae                                                |
|  |                                                            |
|  | Eupleridae                                                 |
|  |                                                            |

|  | Herpestidae |
|  |             |
|  | Eupleridae  |
|  |             |

|  | Hyaenidae                                                  |
|  |                                                            |
|  | \| \| Herpestidae \| \| \| \| \| \| Eupleridae \| \| \| \| |
|  |                                                            |
|  | Herpestidae                                                |
|  |                                                            |
|  | Eupleridae                                                 |
|  |                                                            |

|  | Herpestidae |
|  |             |
|  | Eupleridae  |
|  |             |

|  | Prionodontidae                                               |
|  |                                                              |
|  | \| \| Barbourofelidae† \| \| \| \| \| \| Felidae \| \| \| \| |
|  |                                                              |
|  | Barbourofelidae†                                             |
|  |                                                              |
|  | Felidae                                                      |
|  |                                                              |

|  | Barbourofelidae† |
|  |                  |
|  | Felidae          |
|  |                  |

|  | Hyaenidae                                                  |
|  |                                                            |
|  | \| \| Herpestidae \| \| \| \| \| \| Eupleridae \| \| \| \| |
|  |                                                            |
|  | Herpestidae                                                |
|  |                                                            |
|  | Eupleridae                                                 |
|  |                                                            |

|  | Herpestidae |
|  |             |
|  | Eupleridae  |
|  |             |

|  | Hyaenidae                                                  |
|  |                                                            |
|  | \| \| Herpestidae \| \| \| \| \| \| Eupleridae \| \| \| \| |
|  |                                                            |
|  | Herpestidae                                                |
|  |                                                            |
|  | Eupleridae                                                 |
|  |                                                            |

|  | Herpestidae |
|  |             |
|  | Eupleridae  |
|  |             |

|  | Stenoplesictidae† |
|  |                   |
|  | Percrocutidae†    |
|  |                   |

|  | Prionodontidae                                               |
|  |                                                              |
|  | \| \| Barbourofelidae† \| \| \| \| \| \| Felidae \| \| \| \| |
|  |                                                              |
|  | Barbourofelidae†                                             |
|  |                                                              |
|  | Felidae                                                      |
|  |                                                              |

|  | Barbourofelidae† |
|  |                  |
|  | Felidae          |
|  |                  |

|  | Hyaenidae                                                  |
|  |                                                            |
|  | \| \| Herpestidae \| \| \| \| \| \| Eupleridae \| \| \| \| |
|  |                                                            |
|  | Herpestidae                                                |
|  |                                                            |
|  | Eupleridae                                                 |
|  |                                                            |

|  | Herpestidae |
|  |             |
|  | Eupleridae  |
|  |             |

|  | Hyaenidae                                                  |
|  |                                                            |
|  | \| \| Herpestidae \| \| \| \| \| \| Eupleridae \| \| \| \| |
|  |                                                            |
|  | Herpestidae                                                |
|  |                                                            |
|  | Eupleridae                                                 |
|  |                                                            |

|  | Herpestidae |
|  |             |
|  | Eupleridae  |
|  |             |

|  | Prionodontidae                                               |
|  |                                                              |
|  | \| \| Barbourofelidae† \| \| \| \| \| \| Felidae \| \| \| \| |
|  |                                                              |
|  | Barbourofelidae†                                             |
|  |                                                              |
|  | Felidae                                                      |
|  |                                                              |

|  | Barbourofelidae† |
|  |                  |
|  | Felidae          |
|  |                  |

|  | Hyaenidae                                                  |
|  |                                                            |
|  | \| \| Herpestidae \| \| \| \| \| \| Eupleridae \| \| \| \| |
|  |                                                            |
|  | Herpestidae                                                |
|  |                                                            |
|  | Eupleridae                                                 |
|  |                                                            |

|  | Herpestidae |
|  |             |
|  | Eupleridae  |
|  |             |

|  | Hyaenidae                                                  |
|  |                                                            |
|  | \| \| Herpestidae \| \| \| \| \| \| Eupleridae \| \| \| \| |
|  |                                                            |
|  | Herpestidae                                                |
|  |                                                            |
|  | Eupleridae                                                 |
|  |                                                            |

|  | Herpestidae |
|  |             |
|  | Eupleridae  |
|  |             |

|  | Hemicyonidae† |
|  |               |
|  | Ursidae       |
|  |               |

|  | Phocidae                                                 |
|  |                                                          |
|  | \| \| Otariidae \| \| \| \| \| \| Odobenidae \| \| \| \| |
|  |                                                          |
|  | Otariidae                                                |
|  |                                                          |
|  | Odobenidae                                               |
|  |                                                          |

|  | Otariidae  |
|  |            |
|  | Odobenidae |
|  |            |

|  | Phocidae                                                 |
|  |                                                          |
|  | \| \| Otariidae \| \| \| \| \| \| Odobenidae \| \| \| \| |
|  |                                                          |
|  | Otariidae                                                |
|  |                                                          |
|  | Odobenidae                                               |
|  |                                                          |

|  | Otariidae  |
|  |            |
|  | Odobenidae |
|  |            |

|  | Mephitidae                                                 |
|  |                                                            |
|  | \| \| Procyonidae \| \| \| \| \| \| Mustelidae \| \| \| \| |
|  |                                                            |
|  | Procyonidae                                                |
|  |                                                            |
|  | Mustelidae                                                 |
|  |                                                            |

|  | Procyonidae |
|  |             |
|  | Mustelidae  |
|  |             |

|  | Mephitidae                                                 |
|  |                                                            |
|  | \| \| Procyonidae \| \| \| \| \| \| Mustelidae \| \| \| \| |
|  |                                                            |
|  | Procyonidae                                                |
|  |                                                            |
|  | Mustelidae                                                 |
|  |                                                            |

|  | Procyonidae |
|  |             |
|  | Mustelidae  |
|  |             |

|  | Phocidae                                                 |
|  |                                                          |
|  | \| \| Otariidae \| \| \| \| \| \| Odobenidae \| \| \| \| |
|  |                                                          |
|  | Otariidae                                                |
|  |                                                          |
|  | Odobenidae                                               |
|  |                                                          |

|  | Otariidae  |
|  |            |
|  | Odobenidae |
|  |            |

|  | Phocidae                                                 |
|  |                                                          |
|  | \| \| Otariidae \| \| \| \| \| \| Odobenidae \| \| \| \| |
|  |                                                          |
|  | Otariidae                                                |
|  |                                                          |
|  | Odobenidae                                               |
|  |                                                          |

|  | Otariidae  |
|  |            |
|  | Odobenidae |
|  |            |

|  | Mephitidae                                                 |
|  |                                                            |
|  | \| \| Procyonidae \| \| \| \| \| \| Mustelidae \| \| \| \| |
|  |                                                            |
|  | Procyonidae                                                |
|  |                                                            |
|  | Mustelidae                                                 |
|  |                                                            |

|  | Procyonidae |
|  |             |
|  | Mustelidae  |
|  |             |

|  | Mephitidae                                                 |
|  |                                                            |
|  | \| \| Procyonidae \| \| \| \| \| \| Mustelidae \| \| \| \| |
|  |                                                            |
|  | Procyonidae                                                |
|  |                                                            |
|  | Mustelidae                                                 |
|  |                                                            |

|  | Procyonidae |
|  |             |
|  | Mustelidae  |
|  |             |

|  | Hemicyonidae† |
|  |               |
|  | Ursidae       |
|  |               |

|  | Phocidae                                                 |
|  |                                                          |
|  | \| \| Otariidae \| \| \| \| \| \| Odobenidae \| \| \| \| |
|  |                                                          |
|  | Otariidae                                                |
|  |                                                          |
|  | Odobenidae                                               |
|  |                                                          |

|  | Otariidae  |
|  |            |
|  | Odobenidae |
|  |            |

|  | Phocidae                                                 |
|  |                                                          |
|  | \| \| Otariidae \| \| \| \| \| \| Odobenidae \| \| \| \| |
|  |                                                          |
|  | Otariidae                                                |
|  |                                                          |
|  | Odobenidae                                               |
|  |                                                          |

|  | Otariidae  |
|  |            |
|  | Odobenidae |
|  |            |

|  | Mephitidae                                                 |
|  |                                                            |
|  | \| \| Procyonidae \| \| \| \| \| \| Mustelidae \| \| \| \| |
|  |                                                            |
|  | Procyonidae                                                |
|  |                                                            |
|  | Mustelidae                                                 |
|  |                                                            |

|  | Procyonidae |
|  |             |
|  | Mustelidae  |
|  |             |

|  | Mephitidae                                                 |
|  |                                                            |
|  | \| \| Procyonidae \| \| \| \| \| \| Mustelidae \| \| \| \| |
|  |                                                            |
|  | Procyonidae                                                |
|  |                                                            |
|  | Mustelidae                                                 |
|  |                                                            |

|  | Procyonidae |
|  |             |
|  | Mustelidae  |
|  |             |

|  | Phocidae                                                 |
|  |                                                          |
|  | \| \| Otariidae \| \| \| \| \| \| Odobenidae \| \| \| \| |
|  |                                                          |
|  | Otariidae                                                |
|  |                                                          |
|  | Odobenidae                                               |
|  |                                                          |

|  | Otariidae  |
|  |            |
|  | Odobenidae |
|  |            |

|  | Phocidae                                                 |
|  |                                                          |
|  | \| \| Otariidae \| \| \| \| \| \| Odobenidae \| \| \| \| |
|  |                                                          |
|  | Otariidae                                                |
|  |                                                          |
|  | Odobenidae                                               |
|  |                                                          |

|  | Otariidae  |
|  |            |
|  | Odobenidae |
|  |            |

|  | Mephitidae                                                 |
|  |                                                            |
|  | \| \| Procyonidae \| \| \| \| \| \| Mustelidae \| \| \| \| |
|  |                                                            |
|  | Procyonidae                                                |
|  |                                                            |
|  | Mustelidae                                                 |
|  |                                                            |

|  | Procyonidae |
|  |             |
|  | Mustelidae  |
|  |             |

|  | Mephitidae                                                 |
|  |                                                            |
|  | \| \| Procyonidae \| \| \| \| \| \| Mustelidae \| \| \| \| |
|  |                                                            |
|  | Procyonidae                                                |
|  |                                                            |
|  | Mustelidae                                                 |
|  |                                                            |

|  | Procyonidae |
|  |             |
|  | Mustelidae  |
|  |             |

|  | Hemicyonidae† |
|  |               |
|  | Ursidae       |
|  |               |

|  | Phocidae                                                 |
|  |                                                          |
|  | \| \| Otariidae \| \| \| \| \| \| Odobenidae \| \| \| \| |
|  |                                                          |
|  | Otariidae                                                |
|  |                                                          |
|  | Odobenidae                                               |
|  |                                                          |

|  | Otariidae  |
|  |            |
|  | Odobenidae |
|  |            |

|  | Phocidae                                                 |
|  |                                                          |
|  | \| \| Otariidae \| \| \| \| \| \| Odobenidae \| \| \| \| |
|  |                                                          |
|  | Otariidae                                                |
|  |                                                          |
|  | Odobenidae                                               |
|  |                                                          |

|  | Otariidae  |
|  |            |
|  | Odobenidae |
|  |            |

|  | Mephitidae                                                 |
|  |                                                            |
|  | \| \| Procyonidae \| \| \| \| \| \| Mustelidae \| \| \| \| |
|  |                                                            |
|  | Procyonidae                                                |
|  |                                                            |
|  | Mustelidae                                                 |
|  |                                                            |

|  | Procyonidae |
|  |             |
|  | Mustelidae  |
|  |             |

|  | Mephitidae                                                 |
|  |                                                            |
|  | \| \| Procyonidae \| \| \| \| \| \| Mustelidae \| \| \| \| |
|  |                                                            |
|  | Procyonidae                                                |
|  |                                                            |
|  | Mustelidae                                                 |
|  |                                                            |

|  | Procyonidae |
|  |             |
|  | Mustelidae  |
|  |             |

|  | Phocidae                                                 |
|  |                                                          |
|  | \| \| Otariidae \| \| \| \| \| \| Odobenidae \| \| \| \| |
|  |                                                          |
|  | Otariidae                                                |
|  |                                                          |
|  | Odobenidae                                               |
|  |                                                          |

|  | Otariidae  |
|  |            |
|  | Odobenidae |
|  |            |

|  | Phocidae                                                 |
|  |                                                          |
|  | \| \| Otariidae \| \| \| \| \| \| Odobenidae \| \| \| \| |
|  |                                                          |
|  | Otariidae                                                |
|  |                                                          |
|  | Odobenidae                                               |
|  |                                                          |

|  | Otariidae  |
|  |            |
|  | Odobenidae |
|  |            |

|  | Mephitidae                                                 |
|  |                                                            |
|  | \| \| Procyonidae \| \| \| \| \| \| Mustelidae \| \| \| \| |
|  |                                                            |
|  | Procyonidae                                                |
|  |                                                            |
|  | Mustelidae                                                 |
|  |                                                            |

|  | Procyonidae |
|  |             |
|  | Mustelidae  |
|  |             |

|  | Mephitidae                                                 |
|  |                                                            |
|  | \| \| Procyonidae \| \| \| \| \| \| Mustelidae \| \| \| \| |
|  |                                                            |
|  | Procyonidae                                                |
|  |                                                            |
|  | Mustelidae                                                 |
|  |                                                            |

|  | Procyonidae |
|  |             |
|  | Mustelidae  |
|  |             |

|  | Hemicyonidae† |
|  |               |
|  | Ursidae       |
|  |               |

|  | Phocidae                                                 |
|  |                                                          |
|  | \| \| Otariidae \| \| \| \| \| \| Odobenidae \| \| \| \| |
|  |                                                          |
|  | Otariidae                                                |
|  |                                                          |
|  | Odobenidae                                               |
|  |                                                          |

|  | Otariidae  |
|  |            |
|  | Odobenidae |
|  |            |

|  | Phocidae                                                 |
|  |                                                          |
|  | \| \| Otariidae \| \| \| \| \| \| Odobenidae \| \| \| \| |
|  |                                                          |
|  | Otariidae                                                |
|  |                                                          |
|  | Odobenidae                                               |
|  |                                                          |

|  | Otariidae  |
|  |            |
|  | Odobenidae |
|  |            |

|  | Mephitidae                                                 |
|  |                                                            |
|  | \| \| Procyonidae \| \| \| \| \| \| Mustelidae \| \| \| \| |
|  |                                                            |
|  | Procyonidae                                                |
|  |                                                            |
|  | Mustelidae                                                 |
|  |                                                            |

|  | Procyonidae |
|  |             |
|  | Mustelidae  |
|  |             |

|  | Mephitidae                                                 |
|  |                                                            |
|  | \| \| Procyonidae \| \| \| \| \| \| Mustelidae \| \| \| \| |
|  |                                                            |
|  | Procyonidae                                                |
|  |                                                            |
|  | Mustelidae                                                 |
|  |                                                            |

|  | Procyonidae |
|  |             |
|  | Mustelidae  |
|  |             |

|  | Phocidae                                                 |
|  |                                                          |
|  | \| \| Otariidae \| \| \| \| \| \| Odobenidae \| \| \| \| |
|  |                                                          |
|  | Otariidae                                                |
|  |                                                          |
|  | Odobenidae                                               |
|  |                                                          |

|  | Otariidae  |
|  |            |
|  | Odobenidae |
|  |            |

|  | Phocidae                                                 |
|  |                                                          |
|  | \| \| Otariidae \| \| \| \| \| \| Odobenidae \| \| \| \| |
|  |                                                          |
|  | Otariidae                                                |
|  |                                                          |
|  | Odobenidae                                               |
|  |                                                          |

|  | Otariidae  |
|  |            |
|  | Odobenidae |
|  |            |

|  | Mephitidae                                                 |
|  |                                                            |
|  | \| \| Procyonidae \| \| \| \| \| \| Mustelidae \| \| \| \| |
|  |                                                            |
|  | Procyonidae                                                |
|  |                                                            |
|  | Mustelidae                                                 |
|  |                                                            |

|  | Procyonidae |
|  |             |
|  | Mustelidae  |
|  |             |

|  | Mephitidae                                                 |
|  |                                                            |
|  | \| \| Procyonidae \| \| \| \| \| \| Mustelidae \| \| \| \| |
|  |                                                            |
|  | Procyonidae                                                |
|  |                                                            |
|  | Mustelidae                                                 |
|  |                                                            |

|  | Procyonidae |
|  |             |
|  | Mustelidae  |
|  |             |

|  | Stenoplesictidae† |
|  |                   |
|  | Percrocutidae†    |
|  |                   |

|  | Prionodontidae                                               |
|  |                                                              |
|  | \| \| Barbourofelidae† \| \| \| \| \| \| Felidae \| \| \| \| |
|  |                                                              |
|  | Barbourofelidae†                                             |
|  |                                                              |
|  | Felidae                                                      |
|  |                                                              |

|  | Barbourofelidae† |
|  |                  |
|  | Felidae          |
|  |                  |

|  | Hyaenidae                                                  |
|  |                                                            |
|  | \| \| Herpestidae \| \| \| \| \| \| Eupleridae \| \| \| \| |
|  |                                                            |
|  | Herpestidae                                                |
|  |                                                            |
|  | Eupleridae                                                 |
|  |                                                            |

|  | Herpestidae |
|  |             |
|  | Eupleridae  |
|  |             |

|  | Hyaenidae                                                  |
|  |                                                            |
|  | \| \| Herpestidae \| \| \| \| \| \| Eupleridae \| \| \| \| |
|  |                                                            |
|  | Herpestidae                                                |
|  |                                                            |
|  | Eupleridae                                                 |
|  |                                                            |

|  | Herpestidae |
|  |             |
|  | Eupleridae  |
|  |             |

|  | Prionodontidae                                               |
|  |                                                              |
|  | \| \| Barbourofelidae† \| \| \| \| \| \| Felidae \| \| \| \| |
|  |                                                              |
|  | Barbourofelidae†                                             |
|  |                                                              |
|  | Felidae                                                      |
|  |                                                              |

|  | Barbourofelidae† |
|  |                  |
|  | Felidae          |
|  |                  |

|  | Hyaenidae                                                  |
|  |                                                            |
|  | \| \| Herpestidae \| \| \| \| \| \| Eupleridae \| \| \| \| |
|  |                                                            |
|  | Herpestidae                                                |
|  |                                                            |
|  | Eupleridae                                                 |
|  |                                                            |

|  | Herpestidae |
|  |             |
|  | Eupleridae  |
|  |             |

|  | Hyaenidae                                                  |
|  |                                                            |
|  | \| \| Herpestidae \| \| \| \| \| \| Eupleridae \| \| \| \| |
|  |                                                            |
|  | Herpestidae                                                |
|  |                                                            |
|  | Eupleridae                                                 |
|  |                                                            |

|  | Herpestidae |
|  |             |
|  | Eupleridae  |
|  |             |

|  | Stenoplesictidae† |
|  |                   |
|  | Percrocutidae†    |
|  |                   |

|  | Prionodontidae                                               |
|  |                                                              |
|  | \| \| Barbourofelidae† \| \| \| \| \| \| Felidae \| \| \| \| |
|  |                                                              |
|  | Barbourofelidae†                                             |
|  |                                                              |
|  | Felidae                                                      |
|  |                                                              |

|  | Barbourofelidae† |
|  |                  |
|  | Felidae          |
|  |                  |

|  | Hyaenidae                                                  |
|  |                                                            |
|  | \| \| Herpestidae \| \| \| \| \| \| Eupleridae \| \| \| \| |
|  |                                                            |
|  | Herpestidae                                                |
|  |                                                            |
|  | Eupleridae                                                 |
|  |                                                            |

|  | Herpestidae |
|  |             |
|  | Eupleridae  |
|  |             |

|  | Hyaenidae                                                  |
|  |                                                            |
|  | \| \| Herpestidae \| \| \| \| \| \| Eupleridae \| \| \| \| |
|  |                                                            |
|  | Herpestidae                                                |
|  |                                                            |
|  | Eupleridae                                                 |
|  |                                                            |

|  | Herpestidae |
|  |             |
|  | Eupleridae  |
|  |             |

|  | Prionodontidae                                               |
|  |                                                              |
|  | \| \| Barbourofelidae† \| \| \| \| \| \| Felidae \| \| \| \| |
|  |                                                              |
|  | Barbourofelidae†                                             |
|  |                                                              |
|  | Felidae                                                      |
|  |                                                              |

|  | Barbourofelidae† |
|  |                  |
|  | Felidae          |
|  |                  |

|  | Hyaenidae                                                  |
|  |                                                            |
|  | \| \| Herpestidae \| \| \| \| \| \| Eupleridae \| \| \| \| |
|  |                                                            |
|  | Herpestidae                                                |
|  |                                                            |
|  | Eupleridae                                                 |
|  |                                                            |

|  | Herpestidae |
|  |             |
|  | Eupleridae  |
|  |             |

|  | Hyaenidae                                                  |
|  |                                                            |
|  | \| \| Herpestidae \| \| \| \| \| \| Eupleridae \| \| \| \| |
|  |                                                            |
|  | Herpestidae                                                |
|  |                                                            |
|  | Eupleridae                                                 |
|  |                                                            |

|  | Herpestidae |
|  |             |
|  | Eupleridae  |
|  |             |

|  | Hemicyonidae† |
|  |               |
|  | Ursidae       |
|  |               |

|  | Phocidae                                                 |
|  |                                                          |
|  | \| \| Otariidae \| \| \| \| \| \| Odobenidae \| \| \| \| |
|  |                                                          |
|  | Otariidae                                                |
|  |                                                          |
|  | Odobenidae                                               |
|  |                                                          |

|  | Otariidae  |
|  |            |
|  | Odobenidae |
|  |            |

|  | Phocidae                                                 |
|  |                                                          |
|  | \| \| Otariidae \| \| \| \| \| \| Odobenidae \| \| \| \| |
|  |                                                          |
|  | Otariidae                                                |
|  |                                                          |
|  | Odobenidae                                               |
|  |                                                          |

|  | Otariidae  |
|  |            |
|  | Odobenidae |
|  |            |

|  | Mephitidae                                                 |
|  |                                                            |
|  | \| \| Procyonidae \| \| \| \| \| \| Mustelidae \| \| \| \| |
|  |                                                            |
|  | Procyonidae                                                |
|  |                                                            |
|  | Mustelidae                                                 |
|  |                                                            |

|  | Procyonidae |
|  |             |
|  | Mustelidae  |
|  |             |

|  | Mephitidae                                                 |
|  |                                                            |
|  | \| \| Procyonidae \| \| \| \| \| \| Mustelidae \| \| \| \| |
|  |                                                            |
|  | Procyonidae                                                |
|  |                                                            |
|  | Mustelidae                                                 |
|  |                                                            |

|  | Procyonidae |
|  |             |
|  | Mustelidae  |
|  |             |

|  | Phocidae                                                 |
|  |                                                          |
|  | \| \| Otariidae \| \| \| \| \| \| Odobenidae \| \| \| \| |
|  |                                                          |
|  | Otariidae                                                |
|  |                                                          |
|  | Odobenidae                                               |
|  |                                                          |

|  | Otariidae  |
|  |            |
|  | Odobenidae |
|  |            |

|  | Phocidae                                                 |
|  |                                                          |
|  | \| \| Otariidae \| \| \| \| \| \| Odobenidae \| \| \| \| |
|  |                                                          |
|  | Otariidae                                                |
|  |                                                          |
|  | Odobenidae                                               |
|  |                                                          |

|  | Otariidae  |
|  |            |
|  | Odobenidae |
|  |            |

|  | Mephitidae                                                 |
|  |                                                            |
|  | \| \| Procyonidae \| \| \| \| \| \| Mustelidae \| \| \| \| |
|  |                                                            |
|  | Procyonidae                                                |
|  |                                                            |
|  | Mustelidae                                                 |
|  |                                                            |

|  | Procyonidae |
|  |             |
|  | Mustelidae  |
|  |             |

|  | Mephitidae                                                 |
|  |                                                            |
|  | \| \| Procyonidae \| \| \| \| \| \| Mustelidae \| \| \| \| |
|  |                                                            |
|  | Procyonidae                                                |
|  |                                                            |
|  | Mustelidae                                                 |
|  |                                                            |

|  | Procyonidae |
|  |             |
|  | Mustelidae  |
|  |             |

|  | Hemicyonidae† |
|  |               |
|  | Ursidae       |
|  |               |

|  | Phocidae                                                 |
|  |                                                          |
|  | \| \| Otariidae \| \| \| \| \| \| Odobenidae \| \| \| \| |
|  |                                                          |
|  | Otariidae                                                |
|  |                                                          |
|  | Odobenidae                                               |
|  |                                                          |

|  | Otariidae  |
|  |            |
|  | Odobenidae |
|  |            |

|  | Phocidae                                                 |
|  |                                                          |
|  | \| \| Otariidae \| \| \| \| \| \| Odobenidae \| \| \| \| |
|  |                                                          |
|  | Otariidae                                                |
|  |                                                          |
|  | Odobenidae                                               |
|  |                                                          |

|  | Otariidae  |
|  |            |
|  | Odobenidae |
|  |            |

|  | Mephitidae                                                 |
|  |                                                            |
|  | \| \| Procyonidae \| \| \| \| \| \| Mustelidae \| \| \| \| |
|  |                                                            |
|  | Procyonidae                                                |
|  |                                                            |
|  | Mustelidae                                                 |
|  |                                                            |

|  | Procyonidae |
|  |             |
|  | Mustelidae  |
|  |             |

|  | Mephitidae                                                 |
|  |                                                            |
|  | \| \| Procyonidae \| \| \| \| \| \| Mustelidae \| \| \| \| |
|  |                                                            |
|  | Procyonidae                                                |
|  |                                                            |
|  | Mustelidae                                                 |
|  |                                                            |

|  | Procyonidae |
|  |             |
|  | Mustelidae  |
|  |             |

|  | Phocidae                                                 |
|  |                                                          |
|  | \| \| Otariidae \| \| \| \| \| \| Odobenidae \| \| \| \| |
|  |                                                          |
|  | Otariidae                                                |
|  |                                                          |
|  | Odobenidae                                               |
|  |                                                          |

|  | Otariidae  |
|  |            |
|  | Odobenidae |
|  |            |

|  | Phocidae                                                 |
|  |                                                          |
|  | \| \| Otariidae \| \| \| \| \| \| Odobenidae \| \| \| \| |
|  |                                                          |
|  | Otariidae                                                |
|  |                                                          |
|  | Odobenidae                                               |
|  |                                                          |

|  | Otariidae  |
|  |            |
|  | Odobenidae |
|  |            |

|  | Mephitidae                                                 |
|  |                                                            |
|  | \| \| Procyonidae \| \| \| \| \| \| Mustelidae \| \| \| \| |
|  |                                                            |
|  | Procyonidae                                                |
|  |                                                            |
|  | Mustelidae                                                 |
|  |                                                            |

|  | Procyonidae |
|  |             |
|  | Mustelidae  |
|  |             |

|  | Mephitidae                                                 |
|  |                                                            |
|  | \| \| Procyonidae \| \| \| \| \| \| Mustelidae \| \| \| \| |
|  |                                                            |
|  | Procyonidae                                                |
|  |                                                            |
|  | Mustelidae                                                 |
|  |                                                            |

|  | Procyonidae |
|  |             |
|  | Mustelidae  |
|  |             |

|  | Hemicyonidae† |
|  |               |
|  | Ursidae       |
|  |               |

|  | Phocidae                                                 |
|  |                                                          |
|  | \| \| Otariidae \| \| \| \| \| \| Odobenidae \| \| \| \| |
|  |                                                          |
|  | Otariidae                                                |
|  |                                                          |
|  | Odobenidae                                               |
|  |                                                          |

|  | Otariidae  |
|  |            |
|  | Odobenidae |
|  |            |

|  | Phocidae                                                 |
|  |                                                          |
|  | \| \| Otariidae \| \| \| \| \| \| Odobenidae \| \| \| \| |
|  |                                                          |
|  | Otariidae                                                |
|  |                                                          |
|  | Odobenidae                                               |
|  |                                                          |

|  | Otariidae  |
|  |            |
|  | Odobenidae |
|  |            |

|  | Mephitidae                                                 |
|  |                                                            |
|  | \| \| Procyonidae \| \| \| \| \| \| Mustelidae \| \| \| \| |
|  |                                                            |
|  | Procyonidae                                                |
|  |                                                            |
|  | Mustelidae                                                 |
|  |                                                            |

|  | Procyonidae |
|  |             |
|  | Mustelidae  |
|  |             |

|  | Mephitidae                                                 |
|  |                                                            |
|  | \| \| Procyonidae \| \| \| \| \| \| Mustelidae \| \| \| \| |
|  |                                                            |
|  | Procyonidae                                                |
|  |                                                            |
|  | Mustelidae                                                 |
|  |                                                            |

|  | Procyonidae |
|  |             |
|  | Mustelidae  |
|  |             |

|  | Phocidae                                                 |
|  |                                                          |
|  | \| \| Otariidae \| \| \| \| \| \| Odobenidae \| \| \| \| |
|  |                                                          |
|  | Otariidae                                                |
|  |                                                          |
|  | Odobenidae                                               |
|  |                                                          |

|  | Otariidae  |
|  |            |
|  | Odobenidae |
|  |            |

|  | Phocidae                                                 |
|  |                                                          |
|  | \| \| Otariidae \| \| \| \| \| \| Odobenidae \| \| \| \| |
|  |                                                          |
|  | Otariidae                                                |
|  |                                                          |
|  | Odobenidae                                               |
|  |                                                          |

|  | Otariidae  |
|  |            |
|  | Odobenidae |
|  |            |

|  | Mephitidae                                                 |
|  |                                                            |
|  | \| \| Procyonidae \| \| \| \| \| \| Mustelidae \| \| \| \| |
|  |                                                            |
|  | Procyonidae                                                |
|  |                                                            |
|  | Mustelidae                                                 |
|  |                                                            |

|  | Procyonidae |
|  |             |
|  | Mustelidae  |
|  |             |

|  | Mephitidae                                                 |
|  |                                                            |
|  | \| \| Procyonidae \| \| \| \| \| \| Mustelidae \| \| \| \| |
|  |                                                            |
|  | Procyonidae                                                |
|  |                                                            |
|  | Mustelidae                                                 |
|  |                                                            |

|  | Procyonidae |
|  |             |
|  | Mustelidae  |
|  |             |

|  | Hemicyonidae† |
|  |               |
|  | Ursidae       |
|  |               |

|  | Phocidae                                                 |
|  |                                                          |
|  | \| \| Otariidae \| \| \| \| \| \| Odobenidae \| \| \| \| |
|  |                                                          |
|  | Otariidae                                                |
|  |                                                          |
|  | Odobenidae                                               |
|  |                                                          |

|  | Otariidae  |
|  |            |
|  | Odobenidae |
|  |            |

|  | Phocidae                                                 |
|  |                                                          |
|  | \| \| Otariidae \| \| \| \| \| \| Odobenidae \| \| \| \| |
|  |                                                          |
|  | Otariidae                                                |
|  |                                                          |
|  | Odobenidae                                               |
|  |                                                          |

|  | Otariidae  |
|  |            |
|  | Odobenidae |
|  |            |

|  | Mephitidae                                                 |
|  |                                                            |
|  | \| \| Procyonidae \| \| \| \| \| \| Mustelidae \| \| \| \| |
|  |                                                            |
|  | Procyonidae                                                |
|  |                                                            |
|  | Mustelidae                                                 |
|  |                                                            |

|  | Procyonidae |
|  |             |
|  | Mustelidae  |
|  |             |

|  | Mephitidae                                                 |
|  |                                                            |
|  | \| \| Procyonidae \| \| \| \| \| \| Mustelidae \| \| \| \| |
|  |                                                            |
|  | Procyonidae                                                |
|  |                                                            |
|  | Mustelidae                                                 |
|  |                                                            |

|  | Procyonidae |
|  |             |
|  | Mustelidae  |
|  |             |

|  | Phocidae                                                 |
|  |                                                          |
|  | \| \| Otariidae \| \| \| \| \| \| Odobenidae \| \| \| \| |
|  |                                                          |
|  | Otariidae                                                |
|  |                                                          |
|  | Odobenidae                                               |
|  |                                                          |

|  | Otariidae  |
|  |            |
|  | Odobenidae |
|  |            |

|  | Phocidae                                                 |
|  |                                                          |
|  | \| \| Otariidae \| \| \| \| \| \| Odobenidae \| \| \| \| |
|  |                                                          |
|  | Otariidae                                                |
|  |                                                          |
|  | Odobenidae                                               |
|  |                                                          |

|  | Otariidae  |
|  |            |
|  | Odobenidae |
|  |            |

|  | Mephitidae                                                 |
|  |                                                            |
|  | \| \| Procyonidae \| \| \| \| \| \| Mustelidae \| \| \| \| |
|  |                                                            |
|  | Procyonidae                                                |
|  |                                                            |
|  | Mustelidae                                                 |
|  |                                                            |

|  | Procyonidae |
|  |             |
|  | Mustelidae  |
|  |             |

|  | Mephitidae                                                 |
|  |                                                            |
|  | \| \| Procyonidae \| \| \| \| \| \| Mustelidae \| \| \| \| |
|  |                                                            |
|  | Procyonidae                                                |
|  |                                                            |
|  | Mustelidae                                                 |
|  |                                                            |

|  | Procyonidae |
|  |             |
|  | Mustelidae  |
|  |             |

### Specie presenti in Italia
Secondo i dati del ministero dell'ambiente, integrati con altre fonti, in Italia l'ordine è rappresentato da 5 famiglie per un totale di 16 specie:
| Nome comune        | Nome scientifico         | Immagine | Distribuzione | Famiglia  |
| ------------------ | ------------------------ | -------- | --- | --------- |
| Donnola            | Mustela nivalis          |          | Dalla pianura fino ad una altitudine di oltre 2000 m, è presente in tutta la nazione compresa la Sicilia, la Sardegna e l'Asinara. | Mustelidi |
| Ermellino          | Mustela erminea          |          | Nelle zone cespugliose e arboree dell'arco alpino, fino ad altitudini prive di vegetazione (oltre i 3000 m) | Mustelidi |
| Faina              | Martes foina             |          | Largamente diffusa in tutta la penisola, manca in Sicilia, Sardegna e isole minori. | Mustelidi |
| Lontra comune      | Lutra lutra              |          | Estinta in quasi tutto il paese, si trova maggiormente concentrata nelle zone fluviali della Basilicata, Calabria settentrionale e parte della Puglia e Campania. | Mustelidi |
| Martora            | Martes martes            |          | Dalla pianura fino ad un'altitudine di 2000 m, predilige le foreste d'alto fusto, prive di sottobosco. Assente nelle aree antropizzate o prive di copertura arborea. Distribuzione frammentata in tutta l'Italia, incluse alcune isole come Sicilia, Sardegna ed Elba.  | Mustelidi |
| Puzzola europea    | Mustela putorius         |          | Dalle zone montane alle aree antropizzate, è diffusa in maniera discontinua in tutta l'Italia eccetto le isole maggiori e minori. | Mustelidi |
| Tasso              | Meles meles              |          | Presente in tutta l'Italia, ad eccezione di Sicilia, Sardegna ed isole minori, la specie si è adatta a vivere in diversi ambienti fino ad un'altitudine di 2000 m. | Mustelidi |
| Visone americano   | Neovison vison           |          | Specie originaria del Nord America ed importata in Italia per scopi di allevamento. Sono stati rinvenuti dei nuclei selvatici vicino ai centri di allevamento del centro Italia e nord-orientale, probabilmente formati da individui scappati o appositamente liberati. | Mustelidi |
| Lupo               | Canis lupus              |          | Presente in tutta la catena appenninica e, continuando, nelle Alpi occidentali e centrali. | Canidi    |
| Sciacallo dorato   | Canis aureus             |          | Distribuito a macchia nell'Italia nord-orientale, principalmente in Friuli-Venezia Giulia e nel Veneto, con avvistamenti fino a 4000 m s.l.m. | Canidi    |
| Volpe comune       | Vulpes vulpes            |          | Distribuita in quasi tutto il territorio ad eccezione delle isole minori. | Canidi    |
| Cane procione      | Nyctereutes procyonoides |          | Originario dell'Asia, sfuggito ad allevamenti, è stato segnalato occasionalmente nel Triveneto a partire dal 1990. | Canidi    |
| Gatto selvatico    | Felis silvestris         |          | Presente nelle zone boschive dell'Italia centro-meridionale, Sicilia e Sardegna. Alcune popolazioni si trovano al confine francese della Liguria e nel Friuli. | Felidi    |
| Lince euroasiatica | Lynx lynx                |          | Specie scomparsa in tutto il territorio, sono state rinvenute delle popolazioni nelle Alpi orientali e al confine con la Svizzera, originarie di ceppi reintrodotti in Slovenia ed Europa centrale.                                                                     | Felidi    |
| Orso bruno         | Ursus arctos             |          | Tre nuclei distinti: Italia centrale (orso marsicano del Parco Nazionale d'Abruzzo), nel Trentino orientale e, per ricolonizzazione naturale, nelle zone alpine del Friuli e del Veneto                                                                                 | Ursidi    |
| Foca monaca        | Monachus monachus        |          | In passato presente in tutto il Mediterraneo, ne sopravvivono alcune colonie nelle coste della Grecia, Turchia e Marocco. Nei mari italiani sono stati registrati avvistamenti di individui solitari, probabilmente giovani in fase di dispersione.                     | Focidi    |

Vanno anche ricordati episodi di inselvatichimento di manguste (famiglia Herpestidae), limitati peraltro ad aree ristrette. In particolare, Herpestes edwardsii era stata segnalata all'interno del Parco nazionale del Circeo, ma dal 1984 non ci sono state più segnalazioni e si pensa che sia scomparsa.